# Werner Grünert (General)
Werner Grünert (* 1. Dezember 1924 in Bobenneukirchen; † 31. Mai 2012 in Berlin) war ein Geheimdienstoffizier der Deutschen Demokratischen Republik (DDR). Er war Generalmajor und von 1960 bis 1976 Leiter der Spionageabwehr im Ministerium für Staatssicherheit (MfS) der DDR.

## Leben
Nach dem Besuch der Volksschule erlernte Grünert von 1939 bis 1942 den Beruf des Klempners. Von 1942 bis 1945 leistete er während des Zweiten Weltkriegs als Soldat Kriegsdienst in der Wehrmacht.
Nach der Entlassung aus der britischen Kriegsgefangenschaft 1945 arbeitete er zunächst wieder in seinem Beruf. Er trat 1947 in die Deutsche Volkspolizei (DVP) ein und begann seinen Dienst bei der politischen Polizei, im Kommissariat 5 des VP-Kreisamtes (VPKA) Oelsnitz. Grünert wurde 1947 Mitglied der Sozialistischen Einheitspartei Deutschlands (SED). Ab 1949 war er bei der "Verwaltung zum Schutz der Volkswirtschaft  (ab Februar 1950 Verwaltung des MfS) Sachsen. Im April 1950 wurde er zur Abteilung IV (Spionageabwehr westlicher Geheimdienste) des MfS in Berlin versetzt und leitete das Referat 2 (englische Linie). Nach der Zusammenlegung der Abteilungen IV und II zur Hauptabteilung (HA) II (Spionageabwehr) im November 1953 übernahm er auch dort die Leitung der Abteilung 2. Nach dem Besuch der SED-Bezirksparteischule Berlin 1956/57 wurde er 1958 stellvertretender Leiter und im Februar 1960 Leiter der HA II (Nachfolger von Josef Kiefel). Im Jahre 1969 qualifizierte er sich an der Juristischen Hochschule Potsdam zum Diplomjuristen. Am 5. Februar 1970 wurde er vom Vorsitzenden des Nationalen Verteidigungsrates der DDR, Walter Ulbricht, zum Generalmajor ernannt und 1974 mit dem Vaterländischen Verdienstorden in Gold ausgezeichnet. Im Februar 1976 wurde er aus Gesundheitsgründen von seiner Funktion entbunden und Offizier für Sonderaufgaben beim 1. Stellvertreter des Ministers und 1977 Offizier für Sonderaufgaben in der HA Kader und Schulung, wo er an der Ausarbeitung von Schulungsprogrammen beteiligt war. Im Jahr 1983 wurde er aus dem Dienst entlassen und in den Ruhestand verabschiedet.